# Szeni
Szeni ókori egyiptomi hivatalnok, Kús alkirálya, a déli országok felügyelője és a déli város (Théba) polgármestere volt a XVIII. dinasztia idején, I. Thotmesz és II. Thotmesz uralkodása alatt.
Szeni főleg két ajtókeret feliratáról ismert a núbiai Kumma erődjéből, ahol felsorolják címeit, közte az „Ámon kettős magtárjának felügyelője” címet, amelyet Théba több polgármestere is viselt. Emellett a déli földek felügyelőjének és a király fiának nevezik, ezek Kús alkirályának címei. Ez a felirat nem datálható, de a szintén núbiai Szemnából előkerült egy életrajzi felirat, mely szerint I. Thotmesz fáraó kinevezett egy hivatalnokot alkirállyá. Az illető neve nem maradt fenn, de viselte az „Ámon kettős magtárának felügyelője” címet, ami azt jelzi, Szeniről lehet szó. A felirat szerint először I. Jahmesztől kapott hivatalt (ebből csak az „elöljáró” szó maradt fenn), majd I. Amenhotep nevezte ki Ámon magtárai felügyelőjének és a karnaki építkezések vezetőjének, végül I. Thotmesz alatt lett Kús alkirálya. Hatsepszut első éveiben is még hivatalban lehetett; egy szemnai felirat említi Hatsepszut második uralkodási évében. Utódja hivatalában Penré volt.
A TT317 thébai sírban a tulajdonos, Dzsehutinofer apjaként egy Szeniresz nevű kúsi alkirályt neveznek meg, lehetséges, hogy Szeniről van szó.

## Fordítás
- Ez a szócikk részben vagy egészben  a   Seni című angol Wikipédia-szócikk ezen változatának fordításán alapul.  Az eredeti cikk szerkesztőit annak laptörténete sorolja fel. Ez a jelzés csupán a megfogalmazás eredetét és a szerzői jogokat jelzi, nem szolgál a cikkben szereplő információk forrásmegjelöléseként.